# Michiyo Akaishi
Michiyo Akaishi (赤石 路代, Akaishi Michiyo) és una artista de manga japonesa nascuda l'11 d'octubre de 1959 a Urawa (ara Saitama), Prefectura de Saitama, Japó. Se graduà a l'Institut Prefectural de Saitama de Xiques Dai-Ichi. Akaishi després va atendre Universitat d'Art Musashino on es graduà amb un títol en disseny de models comercials de plàstic. En 1979, va guanyar el primer lloc al concurs Premi de Còmic de Shogakukan Shinjin.
La història de debut de Akaishi, Marshmallow Tea wa Hitori de, va aparèixer en gener de 1980 a la revista Bessatsu Shōjo Comic. Sa història, One More Jump, guanyà en 1994 el Premi de Manga Shogakukan Manga per manga per a xiquets.

## Informació personal
- Signe del zodíac Libra
- Tipus de sanbg AB型
- Animals favorits pingüí, gos Shiba i panda roig

## Treballs

### Manga (Història i Art)
- "Alto" no "A"
- Alexander Daiou - Tenjou no Oukoku
- Alpen Rose
- Amakusa 1637
- Asterisk
- Cinema no Teikoku (o Cinema Imperi)
- Desert Storm
- Fair Lady wa Namida wo Nagasu
- Fushigi no Rin
- Hime 100% (o Súper Xica)
- Naisho no Half Moon
- One More Jump
- Private Actress (or P.A.)
- Saint
- Shichou Tooyama Kyouka
- Silent Eye
- Ten yori mo Hoshi yori mo
- Towa kamo shirenai
- Video J
- Yoru ga Owaranai

### Manga (Art)
- Moete Miko

### Sèries de TV (Manga Original)
- Honoo no Alpen Rose: Judy & Randy